# University Inter FC
El University Inter FC es un equipo de fútbol de Papúa Nueva Guinea que juega en la Liga Regional de Puerto Moresby.

## Historia
Fue fundado en el año 1969 en la capital Puerto Moresby con el nombre ANZ University como el equipo representante de la sede de Puerto Moresby de la Universidad de Papúa Nueva Guinea. Es el equipo de fútbol más viejo de Papúa Nueva Guinea.
Fue hasta la década de los años 1990 que se mostraron registros del club en las competiciones oficiales en el país, aunque se reclaman más de 30 títulos nacionales del club antes de esa década. En los años 1990 lograron ganar el título del campeonato aficionado y la liga regional, ganando el título nacional en cuatro ocasiones consecutivas.
Posteriormente el club dejó las competiciones nacionales por un tiempo y se concentraron en el torneo de Puerto Moresby hasta que retornaron a la competición nacional en 2001, y volvieron a ganar el título nacional en 2006 luego de vencer al Sobou FC en tiempo extra. Luego nace la Liga Nacional de Fútbol de Papúa Nueva Guinea como la nueva liga nacional de fútbol y que sería la que definiera al representante del país en la Liga de Campeones de la OFC, con lo que fueron el último equipo de categoría aficionada en clasificar al torneo continental.
En la Liga de Campeones de la OFC 2007-08 tuvieron que jugar la fase preliminar en Nueva Caledonia, donde perdió sus dos partidos y fue eliminado del torneo.
Luego de que el torneo aficionado fue cancelado se concentraron en el torneo de Puerto Moresby hasta que en la temporada 2008/09 decidieron entrar a la Liga Nacional de Fútbol de Papúa Nueva Guinea por primera vez luego de volverse un equipo semi-profesional. En su debut terminaron en tercer lugar de la liga y fueron eliminados en las semifinales. Al año siguiente terminaron en cuarto lugar y volvieron a ser eliminados en las semifinales.
En la temporada 2010/11 deciden no participar en la liga, por lo que decidieron participar solo en el torneo regional, logrando ganar el título regional en 2012.

## Palmarés
- Campeonato Nacional de Clubes de Papúa Nueva Guinea: 5

1995, 1996, 1997, 1998, 2006
- Liga de Puerto Moresby: 7

1996, 1998, 2001, 2002, 2006, 2010, 2012

## Participación en competiciones de la OFC
| Temporada | Torneo                      | Ronda      | Club     | Resultado |
| --------- | --------------------------- | ---------- | -------- | --------- |
| 2007/08   | Liga de Campeones de la OFC | Preliminar | JS Baco  | 0-2       |
| 2007/08   | Liga de Campeones de la OFC | Preliminar | Tafea FC | 1-5       |